# Руська національно-автономна партія
Руська національно-автономна партія — москвофільська політична партія у Чехо-Словаччині.

## Історія
Заснована Степаном Фенциком у 1935 р. У березні 1935 р. обраний до чехо-словацького парламенту. Партія видавала газету «Карпаторусскій Голосъ» та «Нашъ Путь».
Основна програмна вимога партії — автономія Підкарпатської Русі. Належала до крайньо правого політичного табору і була антисемітською. Партія активно співпрацювала з російською еміграцією та російськими націоналістами. Також підозрюють її у співпраці з польською та угорською спецслужбами. Лідер партії називав себе фюрером.
У 1938 році фюрер Степан Фенцик став міністром першого автономного уряду Підкарпатської Русі.
Після передачі частини Чехо-Словаччини Угорщині партія організовувала чорносотенну «Руську національну гвардію чорносорочечників».
У 1939 р. перетворена на Угроруську національну партію, а її лідер став депутатом верхньої палати угорського парламенту.